# Eagle Mountain, Alberta
Eagle Mountain är ett berg i Kanada.   Det ligger i provinsen Alberta, i den centrala delen av landet, 3 000 km väster om huvudstaden Ottawa. Toppen på Eagle Mountain är 2 525 meter över havet.
Terrängen runt Eagle Mountain är kuperad västerut, men österut är den bergig. Trakten runt Eagle Mountain är nära nog obefolkad, med mindre än två invånare per kvadratkilometer.. Närmaste större samhälle är Banff, 15,3 km nordost om Eagle Mountain.
Trakten runt Eagle Mountain består i huvudsak av gräsmarker.